# لينوكس لويس
لينوكس لويس (بالإنجليزية: Lennox Lewis) ملاكم بريطاني معتزل.

## روابط خارجية
- لينوكس لويس على موقع IMDb (الإنجليزية)
- لينوكس لويس على موقع الموسوعة البريطانية (الإنجليزية)
- لينوكس لويس على موقع إن إن دي بي (الإنجليزية)
- لينوكس لويس على موقع قاعدة بيانات الفيلم (الإنجليزية)
- لينوكس لويس على موقع بوكس ريك (الإنجليزية) (registration required)
- لينوكس لويس على موقع اللجنة الأولمبية الدولية (الإنجليزية)
- لينوكس لويس على موقع أوليمبيديا (الإنجليزية)
- لينوكس لويس على موقع اتحاد ألعاب الكومنولث (مؤرشف) (الإنجليزية)
- لينوكس لويس على موقع قاعة كندا للمشاهير الرياضية (الإنجليزية)
- لينوكس لويس على موقع قاعة أونتاريو للمشاهير الرياضية (مؤرشف) (الإنجليزية)